# Préfecture de Tône
La préfecture de Tône est une préfecture du Togo, située dans la région des Savanes.
Son chef lieu est Dapaong. Dapaong est par ailleurs la capitale de la région des Savanes.

## Géographie
Elle est située au nord du Togo, entre la préfecture de Kpendjal, à l'ouest et la préfecture de l'Oti, au sud. Elle est limitrophe du Ghana et du Burkina Faso.
Le paysage est formé de savanes quasiment plates ; la préfecture est traversée par la rivière Oti.

## Démographie
Sa population recensée en 2010 est de 286 479 habitants.
C'est la préfecture la plus peuplée de la Région. La population est formée majoritairement par les ethnies moba, mossi et peuhl.

## Économie
Dans la zone urbaine les ressources proviennent de l'artisanat et du commerce. Les zones rurales vivent de l'élevage, mais surtout de la culture du coton, du maïs et de l’igname.

## Référence
1. ↑  Recensement Général de la Population du Togo - 2010; actualisation partielle 2014

Annuaire administratif et démographique du Togo [détail des éditions]